# Рива-ді-Сольто
Рива-ді-Сольто (італ. Riva di Solto) — муніципалітет в Італії, у регіоні Ломбардія,  провінція Бергамо.
Рива-ді-Сольто розташована на відстані близько 480 км на північний захід від Рима, 75 км на північний схід від Мілана, 30 км на схід від Бергамо.
Населення — 883 особи (2014).
Щорічний фестиваль відбувається 6 грудня. Покровитель — святий Миколай.

## Демографія
Населення за роками:

Станом на 1 січня 2023 року в муніципалітеті офіційно проживало 49 іноземців з 14 країн, серед них 7 громадян країн Євросоюзу та 8 громадян України.

## Сусідні муніципалітети
- Фонтено
- Мароне
- Парцаніка
- Пізонье
- Сольто-Колліна